# Morton (Mississippi)
Morton é uma cidade localizada no estado americano de Mississippi, no Condado de Scott.

## Demografia
Segundo o censo americano de 2000, a sua população era de 3482 habitantes.
Em 2006, foi estimada uma população de 3429, um decréscimo de 53 (-1.5%).

## Geografia
De acordo com o United States Census Bureau tem uma área de
17,5 km², dos quais 17,4 km² cobertos por terra e 0,1 km² cobertos por água. Morton localiza-se a aproximadamente 116 m acima do nível do mar.

## Localidades na vizinhança
O diagrama seguinte representa as localidades num raio de 32 km ao redor de Morton.